# Philippe Vignon
Philippe Vignon (Chirassimont, departement Loire, 27 mei 1954) is een hedendaags Frans componist, muziekpedagoog, dirigent en tambour.

## Biografie
De traditie van tambouren in de familie van Vignon gaat terug tot het jaar 1855. Zelf kreeg hij less voor slagwerk en piano sinds 1965. Sinds 1969 studeerde hij percussie-instrumenten aan het Conservatoire national supérieur musique et danse de Lyon, te Lyon. Verder kan hij op een deelname aan seminaria van de Fédération Sportive et Culturelle de France, de Confédération Musicale de France en de Union des fanfares de France als tambour verwijzen. 
Na het diplom als Chef de Pupitre en Répétiteur van een Batterie-Fanfare werd hij tambour en slagwerker bij de Musique 1° R.A. de Dijon. Sinds 1975 is hij slagwerk-leraar en sinds 1997 werkzaam als docent aan de École de Musique du Canton de Chamousset-en-Lyonnais. 
Als componist is hij lid van de SACEM (Franse Auteursrecht-Vereniging) en medeoprichter van de Confédération Française des Batteries-Fanfares in 1980. Hij is dirigent van de Batterie-Fanfare de Chirassimont. 

## Composities

### Werken voor harmonie- en fanfareorkest
- C'est cela la Salsa, mars voor batterie-fanfare
- Concert intro
- Destination Caraïbes, fantaisie voor batterie-fanfare
- Disco-System, voor batterie-fanfare
- Distances, fantasie voor harmonieorkest
- Imagerie, fantaisie voor batterie-fanfare
- Jazzy-March, voor harmonieorkest
- Les Années "60", Boogie-Woogie voor harmonieorkest
- Malaga, paso-doble voor harmonieorkest
- Messe Festive, voor batterie-fanfare
- Miss Guinguette, fantaisie voor batterie-fanfare
- Moirages, fantasie
- Ottomane, mars
- Rhône-Alpes, mars voor harmonieorkest

### Kamermuziek
- Six pièces progressives, voor tuba en piano
  1. Sabord
  2. Sachem
  3. Safran
  4. Sagaie
  5. Sampran
  6. Sardoine

### Werken voor piano
- Recueil "Le Piano facile"

### Pedagogische werken
- Le Tambour - Méthode instrumentale
- LA METHODE pour Tambour